# 博尔讷 (萨克森-安哈尔特州)
博尔讷（德語：Borne，發音：[ˈbɔʁnə] ⓘ）是德国萨克森-安哈尔特州萨尔茨兰县的市镇，面积15.32平方千米，2023年12月31日人口为1,136人。